# موريس فرانكلين
موريس فرانكلين (بالإنجليزية: Morris Franklin)‏ هو سياسي أمريكي، ولد في 20 أكتوبر 1801 في نيويورك في الولايات المتحدة، وتوفي في 22 أكتوبر 1885. انتخب عضو جمعية ولاية نيويورك وانتخب عضو مجلس ولاية نيويورك.